# بیزوایلر
شهر بیزوایلر در ایالت نوردراین-وستفالن در کشور آلمان واقع شده است.

## نگارخانه

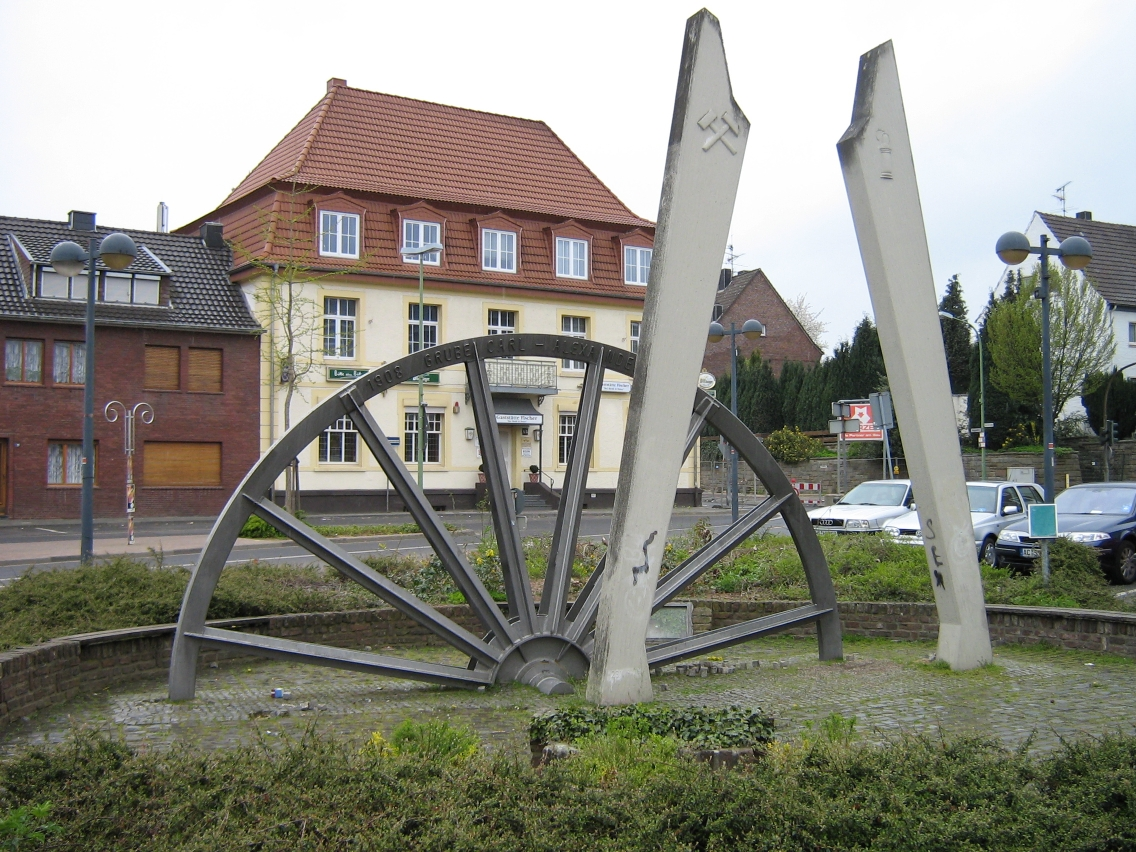